# European Boxing Confederation
European Boxing Confederation (EUBC) bildades den 16 februari 2009 och är det internationella idrottsförbundet för amatörboxning. Tidigare hade amatörboxningen i Europa administrerats av EABA.